# 中木健二
中木 健二（なかぎ けんじ、1982年 - ）は、日本のチェロ奏者。

## 略歴
3歳からチェロを始め、愛知教育大学附属岡崎小学校、愛知教育大学附属岡崎中学校卒業、大学は東京芸術大学に進み、その後2003年にパリ国立高等音楽院チェロ科に入学、2007年に卒業。フランス留学はロームミュージックファンデーションの奨学生としてであり、パリ国立高等音楽院の卒業ではプルミエ・プリ（一等賞）および審査員特別賞を与えられている。2009年にはスイス・ベルン高等音楽院ソリスト・ディプロマコースを卒業。その間にまた、04年より6年間イタリアのキジアーナ音楽院夏期マスタークラスでA.メネセスのクラスを受講し、最優秀ディプロマを取得している。2010年からのフランス国立ボルドー・アキテーヌ管弦楽団首席奏者などを経て2014年4月帰国、ソリストおよび室内楽の演奏活動を始める。紀尾井シンフォニエッタ東京メンバー。東京藝術大学音楽学部准教授。
これまでにチェロを久保田顕、林良一、河野文昭、向山佳絵子、Ｐ.ミュレール、A.メネセスの各氏に、室内楽を松原勝也、岡山潔、Ｂ.パスキエ、Ｃ.イヴァルディ、Ｆ.サルク、Ｅ．ル・サージュの各氏に師事。
使用楽器はNPO法人イエロー・エンジェルより貸与されている1700年製ヨーゼフ・グァルネリ。

## 受賞歴
- 2005年：第5回ルトスワフスキ国際チェロ・コンクール第1位、ポーランド放送局賞を受賞、EMCY賞を受賞、第16回FLAME音楽コンクール(フランス)優勝
- 2008年：第1回Note et Bien国際フランス音楽コンクールでグランプリ、ならびにドビュッシー特別賞、ブーレーズ特別賞を受賞
- 2009年： E.Tschumi音楽賞を受賞
- 2010年：ラファエル弦楽四重奏団としてボルドー国際弦楽四重奏コンクール第2位

## 録音
- 「美しき夕暮れ」（2013年10月、キングレコード）
- 「J.S.バッハ：無伴奏チェロ組曲全曲」（2016年11月、キングレコード、「レコード芸術」誌・特選盤[6]）
- 「ラ・フォリア～狂気のチェロ」（2024年11月、キングレコード）

## その他
- 2016年から毎年3月、山形県上山市の「上山音楽祭 ル・シャトーかみのやま」で音楽監督・講師を務め、妻の永田美穂[7]とともに公開レッスンやコンサートを行っている。[8]